# Gino Vesci
Guido Vesci (Mantova, 17 dicembre 1916 – Cieli del Mediterraneo, 9 luglio 1940) è stato un militare e aviatore italiano, che fu decorato con la medaglia d'oro al valore militare alla memoria durante il corso della seconda guerra mondiale.

## Biografia

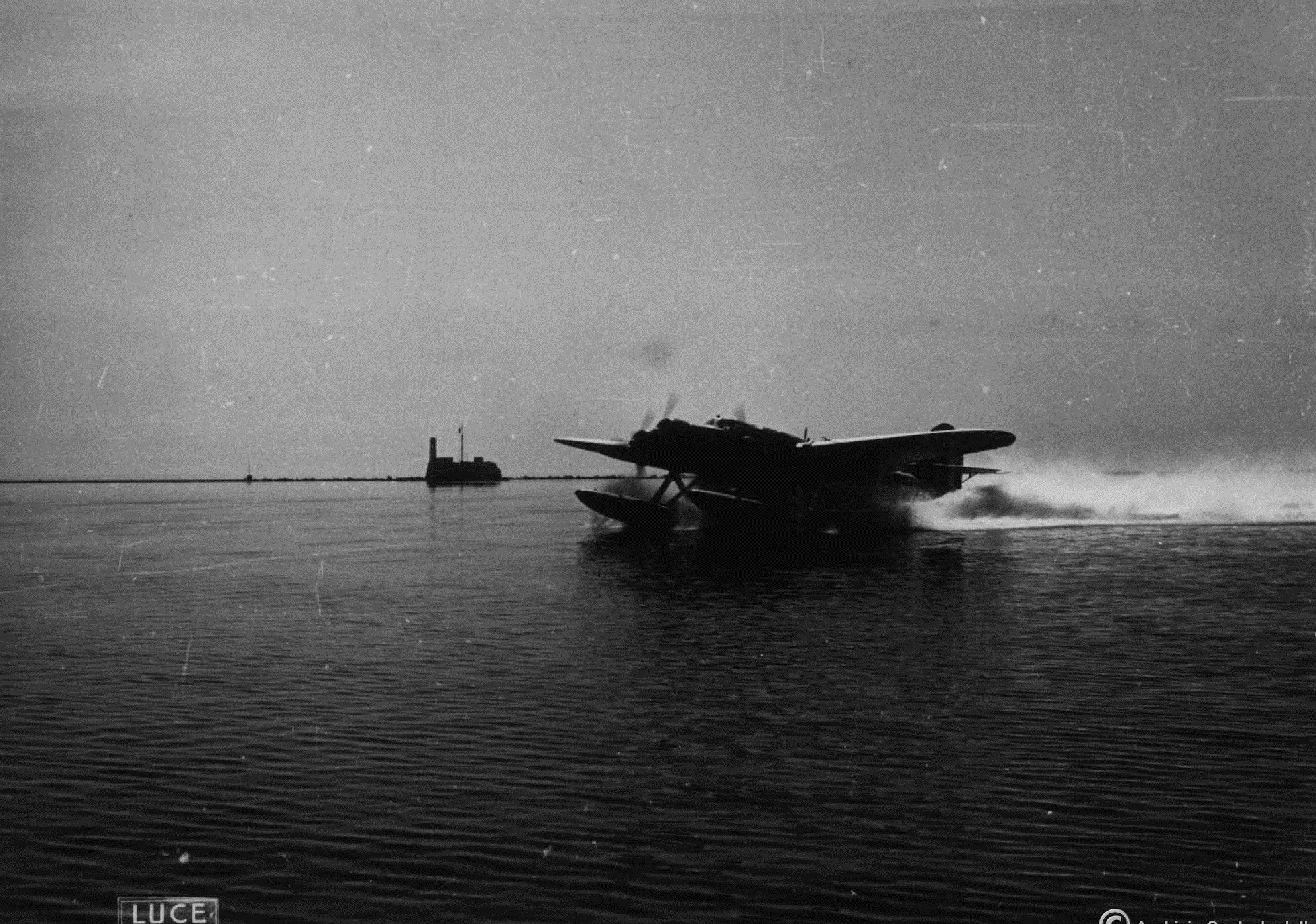
Un esemplare di CRDA Cant. Z.506B Airone in decollo.

Nacque a Mantova il 17 dicembre 1916, e dopo aver frequentato la scuola di avviamento professionale a San Remo, nel settembre 1935 si arruolò volontario nella Regia Aeronautica come allievo aviere radiotelegrafista. Assegnato al Centro della 3ª Zona Aerea Territoriale di Orvieto, nel giugno 1936 fu trasferito sull’aeroporto di Ciampino in forza al 15º Stormo Bombardamento Terrestre, e quindi inviato in Libia.
Promosso aviere scelto R.T., fu trasferito al ruolo specialisti dell’aeronautica venendo promosso 1º aviere nel giugno 1938. Ritornato in Italia nell’agosto 1939, entrò in servizio nel 31º Stormo Bombardamento Marittimo di Orbetello, venendo trasferito nel gennaio 1940 sull’aeroporto di Castiglione del Lago. Assegnato a alla 287ª Squadriglia da Ricognizione Marittima Lontana, 94º Gruppo, di stanza ad Elmas dotata degli idrovolanti Cant Z.506B Airone, dopo lo scoppio della guerra iniziò subito ad operare nelle missioni di ricognizione. Il 9 luglio dello stesso anno, durante il corso della battaglia di Punta Stilo, il suo aereo venne costretto ad ammarare perché colpito da tra velivoli da caccia nemici, e anche se rimasto gravemente ferito riusciva a trasmettere dapprima i dati della posizione della flotta nemica, e poi il segnale di soccorso rimanendo al suo posto finché non spirava. Per onorarne il coraggio gli fu assegnata dapprima la Medaglia d'argento al valor militare alla memoria, successivamente tramutata in Medaglia d’oro

### Annotazioni
1. ↑  Che furono rilevati dal tenente di vascello osservatore Bruno Caleari, anch’egli successivamente decorato con la Medaglia d'oro al valor militare alla memoria.

### Fonti
1. 1 2 3 4 5 6  Ufficio Storico Stato Maggiore dell'Aeronautica 1969, p. 279.
2. 1 2 3  Brotzu, Caso, Cosolo 1973, p. 9.
3. 1 2 3  Ferrante 2010, p. 97.
4. ↑  Brotzu, Caso, Cosolo 1973, p. 10.
5. ↑  Quirinale - scheda - visto 4 maggio 2018
6. ↑  Bollettino Ufficiale 1940, suppl. 9, pag.3, e dispensa 44, pag.1583.
7. ↑  Bollettino Ufficiale 1940, dispensa 31, pag.1018.

### Periodici
- Ovidio Ferrante, Guerra aeronavale nel Mediterraneo 1940, in Rivista Aeronautica, n. 4, Roma, Stato Maggiore dell’Aeronautica Militare, 2010,  pp. 92-99.